# Basílica Patriarcal de Lisboa
A Basílica Patriarcal de Lisboa ou a Santa Igreja Patriarcal de Nossa Senhora da Assunção foi um templo religioso na cidade de Lisboa, em Portugal, que integrou o complexo áulico do Paço da Ribeira, ocupando o espaço e sucedendo à antiga Capela Real e Colegiada de São Tomé.
Albergou a Patriarcal desde a sua criação em 1716 até à sua destruição no terramoto de 1755.

## História

### Capela Real
Primitivamente localizada no Paço da Alcáçova, a Capela Real foi alvo de várias importantes alterações desde o início do século XVI, quando o rei D. Manuel I fez trasladar a corte para o moderno Paço da Ribeira, na beira-Tejo. Datada do reinado em que a frota de Vasco da Gama chegou a Calecute e localizada nas imediações da Casa da Índia, a nova Capela Real foi dedicada a São Tomé, o apóstolo que, depois do Pentecostes, teria evangelizado a Índia.
Em 1581, por motivos que essencialmente passariam pela afirmação da nova dinastia filipina, é concebido um novo templo, com um pátio de acesso próprio. Em 1610, pátio e capela foram renovados "com grande magnificência" por iniciativa do Marquês de Castelo Rodrigo, Vice-Rei de Portugal. Mais tarde, em 1619, outro Vice-Rei, o Marquês de Alenquer, fê-la mudar novamente de local, para o piso superior do paço, em antecipação da nunca concretizada visita de D. Filipe IV a Lisboa; depois desta mudança, o pátio foi aumentado e ocupado por tendas com fins mercantis, ficando conhecido como o "pátio das tendas". Depois da Restauração da Independência em 1640, D. João IV mandou refazer, ex novo, o templo, voltando este a comunicar novamente com o pátio, por via de dois lances de escadas; sabe-se que, durante as obras, a capela foi provisoriamente instalada na Sala dos Tudescos do Paço da Ribeira.

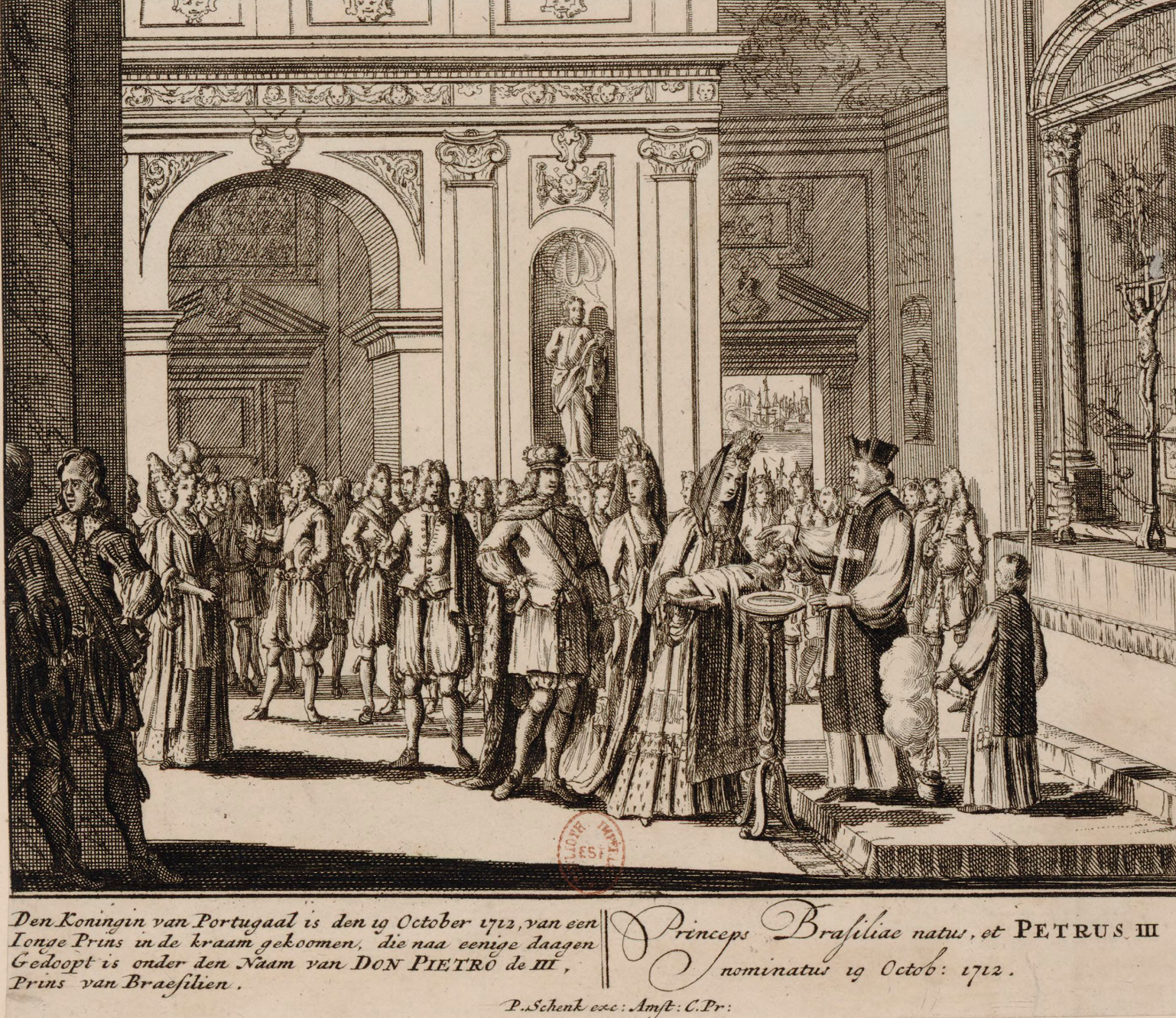
O batismo de D. Pedro, Príncipe do Brasil em 1712, na Capela Real

Quando D. João V subiu ao trono em 1706, uma das suas primeiras intenções a ser manifestadas foi a de elevar a dignidade da Capela Real e intervir no seu edificado. A cabeceira da Capela Real é ampliada e a capela-mor refeita com dimensões equivalentes ao do corpo da capela, é feito um prolongamento das naves laterais, e constrói-se a Capela do Santíssimo Sacramento (à semelhança de muitas outras igrejas tardo-quinhentistas ou seiscentistas, na Capela Real, até D. João V, o Santíssimo Sacramento guardar-se-ia num sacrário colocado na capela-mor). Encontra-se documentado o envolvimento de João Frederico Ludovice nestas obras, que não se cingiram ao templo, tendo abrangido também o palácio; para evitar o incómodo, até 1708 D. João V ficou alojado no Paço de Sintra.
A par das intervenções construtivas e decorativas na capela, conduziu-se uma campanha de dignificação eclesiástica e estatutária da Capela Real: em resultado de petição régia ao Papa Clemente XI, por breve de 24 de agosto de 1709, a capela é elevada paróquia (até então, a paróquia da Casa Real era a Igreja de São Julião, ali perto); pouco depois, o mesmo papa fá-la colegiada, sob a invocação de São Tomé, através da bula Apostolatus ministerio de 21 de fevereiro de 1710, obtida pelo próprio capelão-mor D. Nuno da Cunha e Ataíde. A bula da criação da Colegiada de São Tomé permitiu que se lhe fossem anexados mais proveitos; os seus cónegos foram selecionados entre os filhos secundogénitos das mais nobres casas de Portugal, que faziam uso de capas magnas.
Foi elevada a igreja metropolitana e basílica patriarcal, dedicada a Nossa Senhora da Assunção, pela bula áurea «In supremo apostolatus solio» de Clemente XI, a 7 de novembro de 1716; concomitantemente a cidade de Lisboa e o território da diocese foram divididos em duas partes: o Patriarcado de Lisboa Ocidental com sede na capela régia, e o arcebispado de Lisboa Oriental, com sede na antiga Sé de Lisboa. 
Em 1740, a 13 de Dezembro, Bento XIV, pela bula «Salvatoris nostri Mater», deliberou a união das duas dioceses, abolindo quanto ao governo eclesiástico as distinções anteriores. A antiga sé foi suprimida e integrada no Patriarcado, sujeita à obediência do Patriarca. A divisão da cidade foi revertida por alvará de D. João V, de 31 de Agosto de 1741; nesse ano, com a execução da medida, a diocese fixou-se na nova Patriarcal.

### Destruição

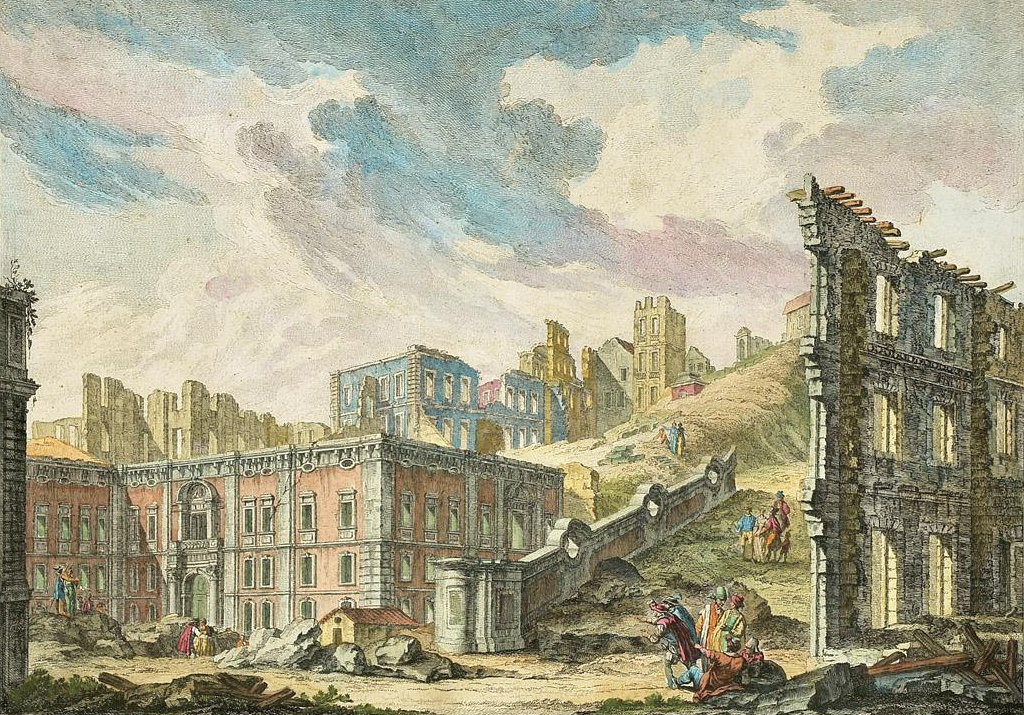
Ruinas da Praça da Patriarcal após o terramoto de 1755; gravura de Jacques-Philippe Le Bas, 1757.

Na manhã do dia 1 de novembro de 1755, Lisboa foi praticamente destruída por um devastador terramoto. Quando se fizeram sentir os primeiros abalos, os religiosos da Cúria Patriarcal, no interior do templo, tinham acabado de rezar a hora terça e preparavam-se para dar início à Missa. Imediatamente evacuaram o coro, saltando pelas janelas; entre as várias vítimas mortais contou-se o Principal D. Francisco de Noronha, filho dos Marqueses de Angeja que foi engolido pelo colapso das estruturas ao escapar para o Paço da Ribeira. A Basílica Patriarcal e todo o seu tesouro foram arrasados pelo terramoto, mas também pelo maremoto e incêndios subsequentes.
Dias depois da catástrofe, acorreu-se para salvar o que fosse possível: contrataram-se mestres-de-obras e jornaleiros para desentulhar a Patriarcal, e recolher a prata queimada que se encontrava no entulho removido. Os trabalhos de desmantelamento das ruínas e localização das pratas prolongaram-se até março de 1760, sob a direção do mestre carpinteiro Teodósio Dinis Ferreira. Sabe-se que se reaproveitaram várias ferragens, e que a melhor cantaria foi reutilizada noutras edificações, tanto na construção predial em torno daquele local, como nas igrejas de São Domingos e na da Memória; os sinos foram destinados à nova Patriarcal que então já se construía na Cotovia — e que pelo seu fim trágico haveria de ficar conhecida como a Patriarcal Queimada.